# Bernd Runge (Verleger)
Bernd Runge (* 1961 in Rostock) ist ein deutscher Medienmanager und Verleger.

## Leben
Runge wuchs in Rostock auf und studierte in der DDR sowie in der UdSSR Internationale Beziehungen und Journalismus. Er beendete sein Studium als Diplom-Journalist und arbeitete als Korrespondent der Nachrichtenagentur ADN in Ungarn. Nach der deutschen Wiedervereinigung absolvierte er eine Trainee-Ausbildung beim Axel Springer Verlag. Danach war er Chefredakteur der französischen Ausgabe der Zeitschrift Gala beim Verlag Gruner + Jahr. Kurzzeitig als Geschäftsführer des Jahreszeiten Verlages tätig, entließ ihn dessen Verleger Thomas Ganske aufgrund eines gestörten Vertrauensverhältnisses. Runge leitete elf Jahre lang den Verlag Condé Nast, den deutschen Ableger des US-amerikanischen Verlages Advance Publications. Er war zudem als Vize-Präsident verantwortlich für das internationale Geschäft, speziell in Osteuropa. 2003 wählte ihn die Fachzeitschrift Horizont zum „Medienmann des Jahres“. Runge führte in Deutschland unter anderem die Zeitschriften Glamour und Vanity Fair ein. Als sich das Scheitern von Vanity Fair abzeichnete, verließ er im Dezember 2008 den Verlag.
Nach Recherchen der Nachrichtenmagazine Focus und Spiegel hatte Runge in den 1980er Jahren als Inoffizieller Mitarbeiter für das Ministerium für Staatssicherheit unter dem Decknamen „Olden“ gearbeitet. Der US-amerikanische Verlag Advance Publications sprach Runge daraufhin sein Vertrauen aus.
Von 2009 bis 2012 war Runge Vorstandsvorsitzender (CEO) beim internationalen Auktionshaus Phillips de Pury & Company in London. Ab 2011 verlegte er mit dem Unternehmer Wladislaw Jurjewitsch Doronin deutsche und russische Ausgaben des Magazins Interview. Von 2014 bis 2020 war er zudem Chefredakteur der deutschen Ausgabe von Interview, die zuletzt im Oktober 2020 als gedrucktes Magazin und Website erschien. Seither ist Interview ausschließlich auf Instagram präsent.  
2020 beriet Runge Holger Friedrich, Verleger der Berliner Zeitung, und war für eine führende Position im Berliner Verlag im Gespräch. Seine Verpflichtung stieß innerhalb der Belegschaft auf Widerstand, da Runge wie Friedrich für die Stasi tätig gewesen war.